# Trirhabda eriodictyonis
Trirhabda eriodictyonis är en skalbaggsart som beskrevs av Henry Clinton Fall 1907. Trirhabda eriodictyonis ingår i släktet Trirhabda och familjen bladbaggar. Inga underarter finns listade i Catalogue of Life.